# Kazimierz Lewicki (1903–1939)
Kazimierz Józef Lewicki (ur. 3 marca 1903, zm. 17 września 1939 we Lwowie) – polski historyk, badacz dziejów unii brzeskiej.

## Życiorys
Absolwent Uniwersytetu Lwowskiego. Obronił doktorat Książę Konstanty Ostrogski a unia brzeska w 1932 pod kierunkiem Stanisława Zakrzewskiego. Był starszym asystentem u Ludwika Kolankowskiego w Zakładzie Historii Polski UJK. Jako prowizoryczny adiunkt w Archiwum Państwowym we Lwowie został mianowany adiunktem tamże z dniem 1 lipca 1938. Zginął 17 września 1939 we Lwowie.

## Wybrane publikacje
- Geneza idei unii brzeskiej, Lwów 1929.
- Książę Konstanty Ostrogski a unia brzeska, Lwów 1933.
- Sprawa Unji Kościoła wschodniego z Rzymskiem w polityce dawnej Rzeczypospolitej, Warszawa: Instytut Badań Spraw Narodowościowych 1934.
- Dzieje kozaczyzny: przegląd literatury za lata 1918–1935, Lwów 1936.
- Ks. Ostrogscy w służbie Rzeczypospolitej, Równe: Zarząd Wołyńskiego Okręgu Związku Nauczycielstwa Polskiego 1938.